# Paweł Dawidowicz
Paweł Marek Dawidowicz (Olsztyn, 20 maggio 1995) è un calciatore polacco, difensore o centrocampista svincolato della nazionale polacca.

## Caratteristiche tecniche
Giocatore dalla stazza imponente e forte fisicamente, è un difensore centrale che può giocare anche da mediano. Pecca a livello dinamico soffrendo i duelli in velocità.

## Carriera

### Club

#### Lechia Danzica
Dopo aver completato le giovanili, gioca per 2 stagioni nella prima squadra del Lechia Danzica, collezionando 34 partite e un solo gol.

#### Benfica
Il 1º luglio 2014 viene acquistato dal Benfica B per 2 milioni di euro.

#### Bochum
Il 12 agosto 2016 viene ceduto in prestito al Bochum.

#### Palermo
Il 4 agosto 2017 viene acquistato dal Palermo in prestito con diritto di riscatto. Termina la stagione con 29 presenze all'attivo, schierato il più delle volte dal primo minuto come difensore ma ricoprendo all'occorrenza anche il ruolo di mediano fornendo un buon rendimento.

#### Verona
Rientrato in Portogallo dopo l'esperienza al Palermo, che nella successiva sessione di calciomercato aveva provato nuovamente ad acquistarlo, il 4 agosto 2018, viene ufficializzato il suo trasferimento al Verona in prestito oneroso con obbligo di riscatto. Nel marzo 2019 viene riscattato completamente dal Verona. Il 1º maggio 2019 segna il primo gol in Italia nella partita casalinga col Livorno, persa per 3-2. A fine stagione conquista la promozione in serie A dopo la vittoria del playoff col Cittadella. Il debutto in serie A avviene il 25 agosto 2019 in Verona-Bologna (1-1), in cui il polacco dopo 13 minuti viene espulso per fallo da ultimo uomo su Orsolini. Il 26 gennaio 2020 segna il suo primo goal in Serie A, sbloccando il match vinto 3-0 contro il Lecce. Il 28 maggio 2021 rinnova il suo contratto fino al 2025.

### Nazionale
Il 17 novembre 2015 Dawidowicz ha fatto il suo debutto con la nazionale polacca, entrando come sostituto nella partita amichevole vinta per 3-1 contro la Repubblica Ceca a Breslavia, sostituendo Michał Pazdan nei minuti finali. Viene inserito nella lista dei preconvocati per i Mondiali 2018, senza poi rientrare nei 23 finali partiti per la spedizione in Russia.
Dopo anni di assenza dalle convocazioni della Polonia, nel marzo 2021 viene chiamato nuovamente in nazionale. Il 28 del mese stesso torna a giocare dopo 6 anni con la selezione polacca nel successo per 3-0 contro Andorra. Il 17 maggio 2021 viene inserito nella lista dei convocati per l'Europeo, competizione in cui scende in campo in una sola occasione, subentrando a pochi minuti dalla fine nella partita pareggiata 1-1 contro la Spagna. Nell'ottobre del 2022 viene inserito dal CT Czesław Michniewicz nella lista dei pre-convocati per i Mondiali di calcio in Qatar.

## Statistiche

### Presenze e reti nei club
Statistiche aggiornate al 19 aprile 2025.
| Stagione              | Squadra               | Campionato            | Campionato | Campionato | Coppe nazionali | Coppe nazionali | Coppe nazionali | Coppe continentali | Coppe continentali | Coppe continentali | Altre coppe | Altre coppe | Altre coppe | Totale | Totale |
| Stagione              | Squadra               | Comp                  | Pres       | Reti       | Comp            | Pres            | Reti            | Comp               | Pres               | Reti               | Comp        | Pres        | Reti        | Pres   | Reti   |
| --------------------- | --------------------- | --------------------- | ---------- | ---------- | --------------- | --------------- | --------------- | ------------------ | ------------------ | ------------------ | ----------- | ----------- | ----------- | ------ | ------ |
| 2012-2013             | Lechia Danzica        | EK                    | 2          | 0          | CP              | 0               | 0               | -                  | -                  | -                  | -           | -           | -           | 2      | 0      |
| 2013-2014             | Lechia Danzica        | EK                    | 32         | 1          | CP              | 2               | 0               | -                  | -                  | -                  | -           | -           | -           | 34     | 1      |
| Totale Lechia Danzica | Totale Lechia Danzica | Totale Lechia Danzica | 34         | 1          |                 | 2               | 0               |                    | -                  | -                  |             | -           | -           | 36     | 1      |
| 2014-2015             | Benfica B             | SL                    | 29         | 1          | -               | -               | -               | -                  | -                  | -                  | -           | -           | -           | 29     | 1      |
| 2015-2016             | Benfica B             | SL                    | 37         | 2          | -               | -               | -               | -                  | -                  | -                  | -           | -           | -           | 37     | 2      |
| Totale Benfica B      | Totale Benfica B      | Totale Benfica B      | 66         | 3          |                 | -               | -               |                    | -                  | -                  |             | -           | -           | 66     | 3      |
| 2016-2017             | Bochum                | 2L                    | 17         | 0          | CG              | 0               | 0               | -                  | -                  | -                  | -           | -           | -           | 17     | 0      |
| 2017-2018             | Palermo               | B                     | 27+2       | 0          | CI              | 0               | 0               | -                  | -                  | -                  | -           | -           | -           | 29     | 0      |
| 2018-2019             | Verona                | B                     | 28+5       | 1          | CI              | 1               | 0               | -                  | -                  | -                  | -           | -           | -           | 34     | 1      |
| 2019-2020             | Verona                | A                     | 15         | 1          | CI              | 0               | 0               | -                  | -                  | -                  | -           | -           | -           | 15     | 1      |
| 2020-2021             | Verona                | A                     | 30         | 0          | CI              | 2               | 0               | -                  | -                  | -                  | -           | -           | -           | 32     | 0      |
| 2021-2022             | Verona                | A                     | 17         | 0          | CI              | 1               | 0               | -                  | -                  | -                  | -           | -           | -           | 18     | 0      |
| 2022-2023             | Verona                | A                     | 23+1       | 1          | CI              | 1               | 0               | -                  | -                  | -                  | -           | -           | -           | 25     | 1      |
| 2023-2024             | Verona                | A                     | 28         | 0          | CI              | 1               | 1               | -                  | -                  | -                  | -           | -           | -           | 29     | 1      |
| 2024-2025             | Verona                | A                     | 24         | 0          | CI              | 1               | 0               | -                  | -                  | -                  | -           | -           | -           | 25     | 0      |
| Totale Hellas Verona  | Totale Hellas Verona  | Totale Hellas Verona  | 171        | 3          |                 | 7               | 1               |                    | -                  | -                  |             | -           | -           | 178    | 4      |
| Totale carriera       | Totale carriera       | Totale carriera       | 327        | 7          |                 | 9               | 1               |                    | -                  | -                  |             | -           | -           | 336    | 8      |

### Cronologia presenze e reti in nazionale
| Cronologia completa delle presenze e delle reti in nazionale ― Polonia | Cronologia completa delle presenze e delle reti in nazionale ― Polonia | Cronologia completa delle presenze e delle reti in nazionale ― Polonia | Cronologia completa delle presenze e delle reti in nazionale ― Polonia | Cronologia completa delle presenze e delle reti in nazionale ― Polonia | Cronologia completa delle presenze e delle reti in nazionale ― Polonia | Cronologia completa delle presenze e delle reti in nazionale ― Polonia | Cronologia completa delle presenze e delle reti in nazionale ― Polonia |
| Data                                                                   | Città                                                                  | In casa                                                                | Risultato                                                              | Ospiti                                                                 | Competizione                                                           | Reti                                                                   | Note                                                                   |
| ---------------------------------------------------------------------- | ---------------------------------------------------------------------- | ---------------------------------------------------------------------- | ---------------------------------------------------------------------- | ---------------------------------------------------------------------- | ---------------------------------------------------------------------- | ---------------------------------------------------------------------- | ---------------------------------------------------------------------- |
| 17-11-2015                                                             | Breslavia                                                              | Polonia                                                                | 3 – 1                                                                  | Rep. Ceca                                                              | Amichevole                                                             | -                                                                      | 86’                                                                    |
| 28-3-2021                                                              | Varsavia                                                               | Polonia                                                                | 3 – 0                                                                  | Andorra                                                                | Qual. Mondiali 2022                                                    | -                                                                      | 60’                                                                    |
| 8-6-2021                                                               | Poznań                                                                 | Polonia                                                                | 2 – 2                                                                  | Islanda                                                                | Amichevole                                                             | -                                                                      |                                                                        |
| 19-6-2021                                                              | Siviglia                                                               | Spagna                                                                 | 1 – 1                                                                  | Polonia                                                                | Euro 2020 - 1º turno                                                   | -                                                                      | 85’                                                                    |
| 2-9-2021                                                               | Varsavia                                                               | Polonia                                                                | 4 – 1                                                                  | Albania                                                                | Qual. Mondiali 2022                                                    | -                                                                      | 32’                                                                    |
| 8-9-2021                                                               | Varsavia                                                               | Polonia                                                                | 1 – 1                                                                  | Inghilterra                                                            | Qual. Mondiali 2022                                                    | -                                                                      |                                                                        |
| 12-10-2021                                                             | Tirana                                                                 | Albania                                                                | 0 – 1                                                                  | Polonia                                                                | Qual. Mondiali 2022                                                    | -                                                                      |                                                                        |
| 15-11-2021                                                             | Varsavia                                                               | Polonia                                                                | 1 – 2                                                                  | Ungheria                                                               | Qual. Mondiali 2022                                                    | -                                                                      |                                                                        |
| 21-3-2024                                                              | Varsavia                                                               | Polonia                                                                | 5 – 1                                                                  | Estonia                                                                | Qual. Euro 2024                                                        | -                                                                      |                                                                        |
| 26-3-2024                                                              | Cardiff                                                                | Galles                                                                 | 0 – 0 dts (4 – 5 dtr)                                                  | Polonia                                                                | Qual. Euro 2024                                                        | -                                                                      |                                                                        |
| 10-6-2024                                                              | Varsavia                                                               | Polonia                                                                | 2 – 1                                                                  | Turchia                                                                | Amichevole                                                             | -                                                                      |                                                                        |
| 21-6-2024                                                              | Berlino                                                                | Polonia                                                                | 1 – 3                                                                  | Austria                                                                | Euro 2024 - 1º turno                                                   | -                                                                      |                                                                        |
| 25-6-2024                                                              | Dortmund                                                               | Francia                                                                | 1 – 1                                                                  | Polonia                                                                | Euro 2024 - 1º turno                                                   | -                                                                      | 89’                                                                    |
| 5-9-2024                                                               | Glasgow                                                                | Scozia                                                                 | 2 – 3                                                                  | Polonia                                                                | UEFA Nations League 2024-2025 - 1º turno                               | -                                                                      | 35’                                                                    |
| 8-9-2024                                                               | Osijek                                                                 | Croazia                                                                | 1 – 0                                                                  | Polonia                                                                | UEFA Nations League 2024-2025 - 1º turno                               | -                                                                      |                                                                        |
| 12-10-2024                                                             | Varsavia                                                               | Polonia                                                                | 1 – 3                                                                  | Portogallo                                                             | UEFA Nations League 2024-2025 - 1º turno                               | -                                                                      |                                                                        |
| 15-10-2024                                                             | Varsavia                                                               | Polonia                                                                | 3 – 3                                                                  | Croazia                                                                | UEFA Nations League 2024-2025 - 1º turno                               | -                                                                      | 38’                                                                    |
| Totale                                                                 |                                                                        | Presenze                                                               | 17                                                                     |                                                                        | Reti                                                                   | 0                                                                      |                                                                        |